# All Might
Toshinori Yagi (八木俊典 Yagi Toshinori?), más conocido como All Might (オールマイト Ōru Maito?), es un personaje ficticio del manga My Hero Academia, creado por Kōhei Horikoshi. También aparece en la adaptación anime del manga y en las películas My Hero Academia: Dos héroes (2018), My Hero Academia: El despertar de los héroes (2019), My Hero Academia: Misión mundial de héroes (2021) y My Hero Academia: You're Next (2024).
All Might es el primer héroe más poderoso y el «símbolo de la paz» que inspiró a toda una generación de héroes, incluido Izuku Midoriya, a quien le pasó el One for All (ワン・フォー・オール Wan Fō Ōru?, Uno para todos). All Might es conocido por su personalidad alegre y sonriente y su imagen pública como el héroe número uno indiscutible, pero su tiempo para el heroísmo cada vez se hacía más corto, un hecho conocido solamente por pocas personas. Su carrera como héroe llegó a su fin luego de una última pelea con All For One en Kamino Ward.

## Personaje

### Apariencia
En su forma de héroe, Toshinori reflejaba el estereotipo del héroe moderno: alto, musculoso y vestía un traje inspirado en los héroes de cómics estadounidenses, en azul, blanco y negro con botas, guantes y cinturón amarillo. Su cabello era rubio y muy puntiagudo, con dos penachos que se elevan hacia ambos lados, y sus ojos eran azules. Aunque en esa forma, siempre se veía con mucho más sombreado que otros personajes.
En su forma actual, es un hombre muy delgado con un rostro hueco. El cristalino de sus ojos es negro, su boca totalmente recta y la barbilla muy puntiaguda, dándole a su rostro una forma de triángulo invertido. Los penachos se ondulan un poco y los lleva caídos a los lados. Tiene una gran cicatriz que cubre gran parte del lado izquierdo de su pecho y no es raro que salga sangre de su boca cuando está eufórico o sorprendido. Esto puede considerarse como hemoptisis, secuela de su primera pelea con All for One. Lleva ropa muy holgada para que se ajuste a su forma de héroe.

### Personalidad
La personalidad de Toshinori conocido como All Might es extremadamente carismática, se parecía mucho al estereotipo de la personalidad de los héroes estadounidenses. Era muy amable, extrovertido y siempre salvaba a la gente con una gran sonrisa; para calmar a las víctimas e intimidar a sus oponentes. Cuando regresó a su forma real, tendía a ser menos enérgico, escupía sangre constantemente, y también evitaba llamar la atención sobre sí mismo, temiendo que otros pudieran conocer su salud actual. Sin embargo, tanto en forma de héroe como en la verdadera, su optimismo y lealtad siempre se mantuvieron iguales. Aunque denotaba alegría, es extremadamente protector con sus estudiantes, especialmente con Izuku, logrando demostrar su furia cuando descubrió que los villanos atacaron a los alumnos solo para llegar a él.
Si bien es un héroe excepcional, cómo profesor deja mucho que desear, aunque nunca deja de esforzarse para ser un buen profesor para sus alumnos y un buen tutor para Izuku, se lo ve constantemente preparando su clase con antelación. 
Cuando se mencionó que Izuku había pasado el examen de ingreso, All Might anunció su ingreso, por lo que se supone, el mismo All Might anunció el ingreso del resto de los estudiantes. De igual manera que lo hizo con Izuku. Diciendo sus puntos de rescate y villanos, igualmente felicitándolos a cada uno.
Solo una teoría de lo mencionado, ya que, no se encontró ningún artículo donde el propio toshinori mencione como o quienes dijeron los resultados de los exámenes de ingreso individualmente.
```
El profesor Aizawa pudo notar un libro en el bolsillo de Toshinori titulado " incluso los tontos pueden ser profesores". Gran Torino, el antiguo maestro de Toshinori también comenta que es un terrible profesor por no haber podido enseñarle a Izuku como usar bien su poder. Incluso el mismo Toshinori acepta que no es un buen educador en su carta enviada a Gran Torino dónde le habla de su sucesor y que pronto deberá molestarlo para darle una buena educación a Izuku. Después de todo el solo aceptó ser maestro de la UA para poder estar cerca de Izuku, su sucesor, para guiarlo y entrenarlo.
```

## Historia

### Pasado
All Might nació sin don cuando en el mundo, el mal corría desenfrenado debido a la influencia de All for One. Las tasas de criminalidad estaban aumentando porque los ciudadanos no tenían ningún héroe en el que creer.
Durante su adolescencia, conoció a Nana Shimura, que era como una figura maternal para él. Le dijo a Nana que quería crear un mundo donde todos pudieran sonreír y vivir felices juntos. Para que eso suceda, el mundo necesitaba un «Símbolo de la paz» para inspirar una nueva era de armonía. Él creía que podía convertirse en alguien inspirador para las personas. Ella le dio el One for All, convirtiéndose en el octavo usuario del don.
Cuando asistió a la Academia U.A., Gran Torino, amigo de Nana, se convirtió en su maestro. El físico de All Might era lo suficientemente fuerte para entrenar con el poder al 100%, por lo que Gran Torino se centró principalmente en enseñarle cómo pelear adecuadamente, aunque sus métodos de entrenamiento eran tan duros que accidentalmente le infundió un miedo innato.